# Obertorkapelle

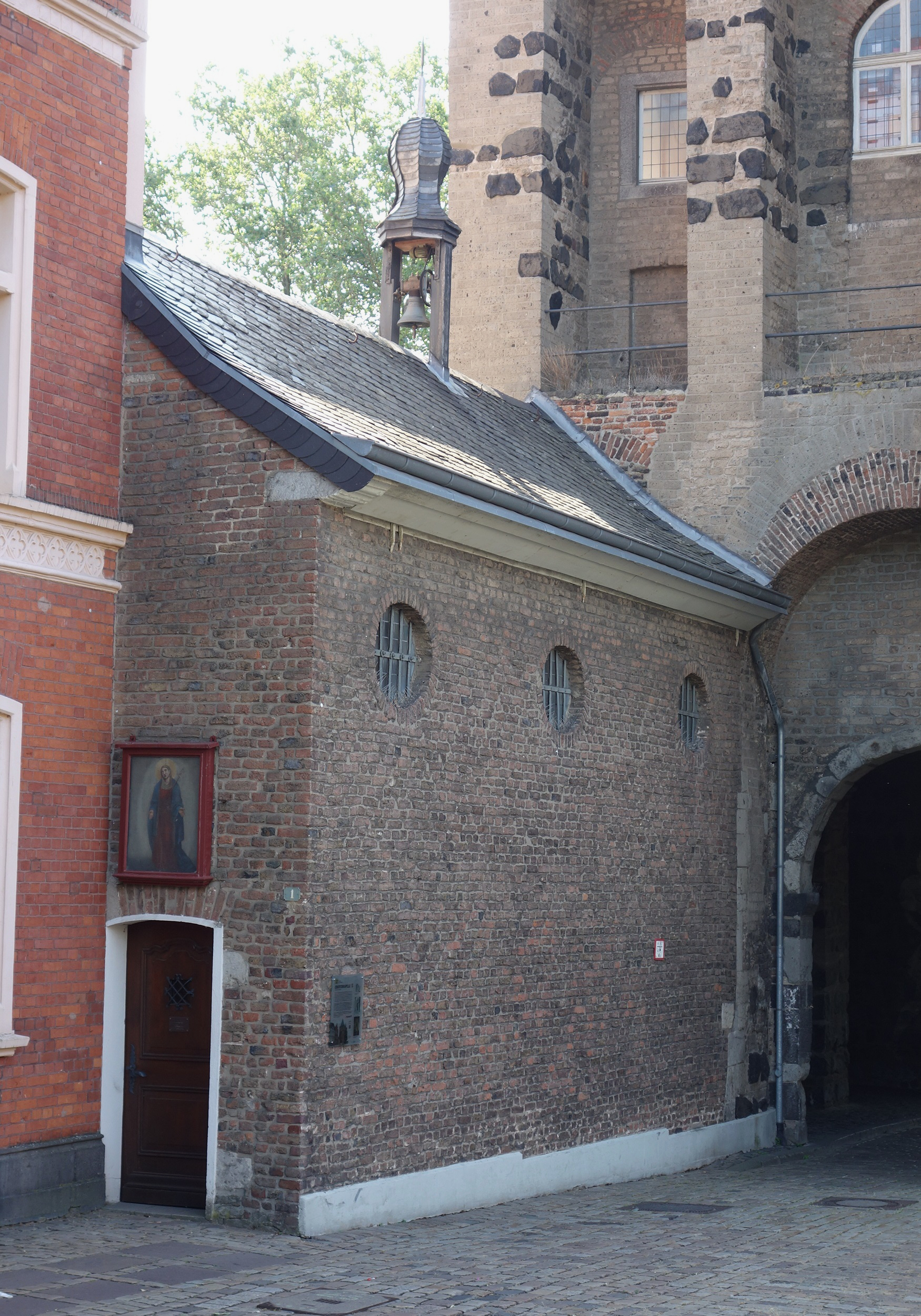
Obertorkapelle, Blick von Nordwesten

Direkt an das Neusser Obertor angrenzend steht eine kleine Kapelle, die Obertorkapelle, die  im Neusser Jargon auch „Overpootz-Kapellche“ genannt wird.

## Geschichte
Der Stadtschreiber Christian Wierstraet erwähnt in seiner Chronik, dass im April 1475 Karl der Kühne die Stadt belagerte, und dass in ihrer Not die Neusser eine Bittprozession zu der damaligen Kapelle unternahmen, die der Gottesmutter Maria geweiht war. Der Bürgermeister flehte im Gebet um Hilfe und gelobte, dass in der Kapelle jeden Samstag eine „Erbmesse bis in ewige Zeit“ gelesen werden sollte und das Obertor künftig „Unser Lieben Frau Tor“ und sein Wall „Liebfrauenwall“ genannt werden sollten. Kurze Zeit später schossen Kölner Truppen eine Kanonenkugel hinüber, an die eine Nachricht geheftet war, dass Hilfe unterwegs sei. Wenige Jahre später gründete sich eine Bruderschaft, die sich um das Vermögen der Kapelle kümmerte und für das Stattfinden der Gottesdienste sorgte. Diese Bruderschaft „B(eatae) M(ariae) V(irginis) ahn der Oberportzen“ wurde erstmalig am 29. Mai 1482 in den Akten erwähnt. Der Name Liebfrauenkapelle war in jener Zeit zwar auch in Dokumenten zu finden, durchgesetzt hat er sich jedoch nie.
Als die Franzosen 1802 die Auflösung der Bruderschaft anordneten, wurde die Kapelle der Armenverwaltung unterstellt. In den Jahren 1866 und erneut 1900 gab es Bestrebungen, die Kapelle abzubrechen und durch einen Neubau zu ersetzen, die jedoch in beiden Fällen nicht zur Ausführung kamen.

## Der Bau
1711 wurde die Kapelle wegen Baufälligkeit abgerissen und an der gleichen Stelle zwischen 1712 und 1713 ein Nachbau errichtet, der am Oktavtag von Mariä Himmelfahrt eingeweiht wurde. 1715 bestellte die Bruderschaft einen neuen Altar mit einem Altarstein aus Königswinterer Stein bei einem Meister Johannes Schroers. 1717 ließ man das Muttergottesbild restaurieren. 1728/29 erhielt die Kapelle zwei neue farbige Glasfenster: eins mit der Schmerzhaften Mutter, das andere mit dem Neusser Stadtwappen. 1737 wurde die Kapellenmauer neben dem Eingang durchbrochen für ein weiteres Fenster.
Die Kapelle ist ein schlichter einschiffiger Backsteinbau mit einer Altarnische. Drei querovale Fenster in der Westwand beleuchten den Innenraum. Das Satteldach wird von einem kleinen Dachreiter mit Glocke bekrönt.
Während des Zweiten Weltkriegs wurde die Kapelle so schwer beschädigt, dass der Gottesdienst eingestellt werden musste. Bei der Wiederherstellung wurden das Dach neu gedeckt und auch der Dachreiter mit dem Glöckchen wieder aufgesetzt. Die zerstörten Fenster wurden durch neue ersetzt; es sind Anrufungen der Muttergottes, in Blei verglast. Der Entwurf zu diesen stammt vom Neusser Architekten Willi Gilges, ausgeführt vom Neusser Franz Siglreithmaier. Tabernakel und Beleuchtungskörper fertigte der Kunstschmied Hans Mosterts nach Entwürfen der Neusser Augustinerinnen Schw. Cassiana und Schw. Ursuline. Diese restaurierten auch das alte Gemälde der Mater dolorosa. Die Weihe der wiederhergestellten Kapelle nahm Kardinal Frings selber am 2. April 1949 vor.
Das Innere überrascht mit einigen Details, etwa das barocke Geländer an der Empore, ein barockes Weihwasserbecken, Blumenschmuck und einige Plastiken. Beispielsweise symbolisiert ein durchbohrtes Herz die sieben Schmerzen Mariens. Auch der geflieste Fußboden ist sehenswert.

## Nutzung
Im Jahr 1863 bauten die Neusser Augustinerinnen auf dem stadteinwärts benachbarten Grundstück eine Niederlassung mit einer Hostienbäckerei und einer Näh- und Hausfrauenschule. Von diesem auch ‚Klösterchen‛ genannten Haus gab es einen direkten Durchgang in die Kapelle, so dass die Schwestern von der Empore aus den Messen lauschen konnten. Mittlerweile ist das Klösterchen ein Wohnhaus in Privatbesitz. Die Kapelle „zur schmerzhaften Mutter Gottes“ gehört zur katholischen Kirchengemeinde St. Quirin und ist außer an Montagen immer von 11 bis 16.30 Uhr geöffnet. Die Sakramente dürfen in der Kapelle zwar nicht mehr gespendet werden, doch finden dort noch gelegentlich Messen beispielsweise für Schützenzüge statt.